# Université Vasile-Alecsandri de Bacău
L'université Vasile-Alecsandri de Bacău (UNIBAC) est une université d'État fondée en 1990 et située à Bacău, dans l'Est de la Roumanie.

## Historique
L'université Vasile-Alecsandri de Bacău trouve ses racines lors de la création de l'Institut pédagogique en 1961. L'institut propose alors des cours de sciences humaines, de mathématiques, et de sciences naturelles. En 1964, l'institut ajoute une faculté d'histoire-géographie et une faculté d'éducation physique en 1976,.
L'Institut Pédagogique devient l'Institut d’enseignement supérieur en 1976, puis l'université de Bacău en 1990. 
En janvier 2004, l'UNIBAC devient membre de l'Agence universitaire de la Francophonie. Le 13 octobre 2009, l'université est renommée université Vasile-Alecsandri de Bacău.

## Cursus
L'université Vasile-Alecsandri de Bacău est composée de cinq facultés :
- Ingénierie
- Lettres
- Sciences
- Sciences économiques
- Faculté des sciences de la motricité, du sport et de la santé.

L'université propose également un département pour la formation des enseignants.

## Partenariats de recherche interuniversitaire
L'UNIBAC est l'un des principaux acteurs du programme Tempus Modegov qui, coordonné par l'université de Limoges et s'étendant de 2010 à 2013, vise à restructurer les facultés des sciences et techniques (FST) au Maroc. Elle coordonne la réorganisation des bibliothèques, et la démarche qualité et la capacité d’autoévaluation.